# Blood & Smoke
Unter dem Titel Blood & Smoke veröffentlichte Stephen King im Jahr 2000 drei extra zu diesem Zweck (Hörbuch) verfasste Kurzgeschichten, die er auch selbst vorlas. Inhaltlich sind die Geschichten lose durch die Sucht des Rauchens verbunden; daher auch die Aufmachung des Hörbuchs als Zigarettenschachtel. Die Geschichten sind Lunch im Gotham Café, 1408 und Im Kabinett des Todes. In deutscher Übersetzung als Blut und Rauch erhältlich.

## Kurzgeschichtensammlung und Filmprojekt
Mittlerweile sind die Geschichten Teil der Kurzgeschichtensammlung Im Kabinett des Todes. 
Die Filmfassung von 1408 wurde mit John Cusack und Samuel L. Jackson als Zimmer 1408 verfilmt und kam im September 2007 in die deutschen Kinos.